# Johannes Ekman
Nils Johannes Ekman, född 4 juli 1946, är en svensk kulturjournalist och anställd vid Sveriges Radio.
Ekman har gjort ett stort antal kulturkrönikor i Lunchekots söndagssändningar. Han har även stått för urvalet av dikter till radioprogrammet Dagens dikt.

## Ljudböcker
Ekman har svarat för urvalet av dikter till flera ljudböcker:
- Tomas Tranströmer (1996)
- Werner Aspenström (1997)
- Lars Forssell, dikter
- Alf Henrikson, dikter
- Pärlor ur Dagens dikt
- En lustig, brinnande och tokig pojke: Ingmar Bergman berättar (2002)
- Skogen i vårt inre: utmark och frihetsdröm (2008)